# Awgust Dawydow

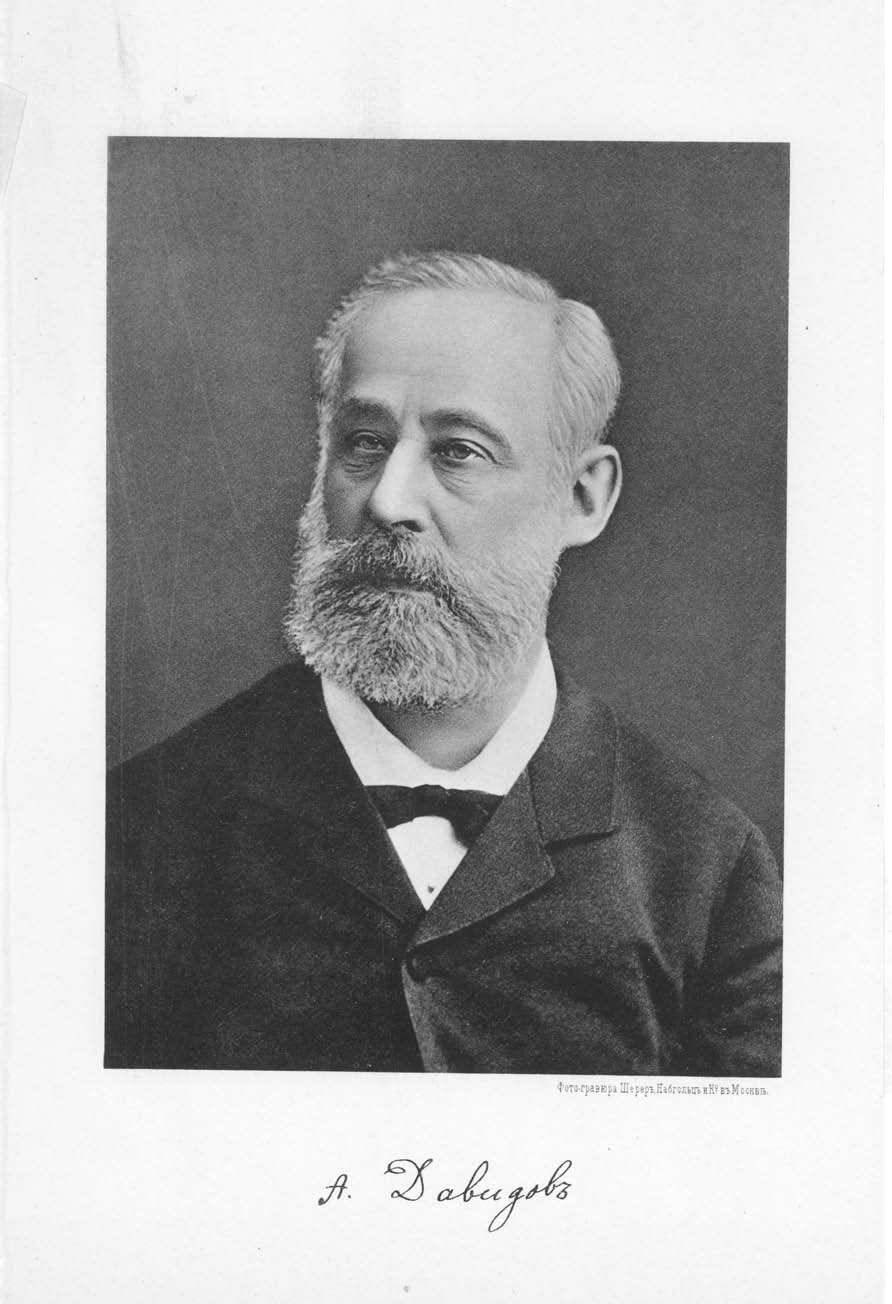
Awgust Dawydow

Awgust Juljewicz Dawydow (ur. 15 grudnia 1823 w Lipawie, zm. 22 grudnia 1885) – rosyjski matematyk i inżynier, profesor Uniwersytetu Moskiewskiego. Współzałożyciel (wspólnie z Nikołajem Braszmanem i Karłem Petersonem) Moskiewskiego Towarzystwa Matematycznego. 
Jego młodszym bratem był wiolonczelista i kompozytor Karł Dawydow, zaś jego synem muzyk i przedsiębiorca Aleksiej Dawydow.